# Wej Ťing-šeng
Wej Ťing-šeng (čínsky 魏京生, pchin-jin: Wèi Jīngshēng; * 20. května 1950 Peking) je čínský exilový politik a aktivista v boji za lidská práva. Je známý pro své angažmá v hnutí za čínskou demokracii. Jeho rodina pochází z provincie An-chuej. Kvůli svému manifestu byl zajat a později odsouzen za kontrarevoluční činnost a v letech 1979–1998 byl politickým vězněm.

## Mládí
Wej Ťing-šeng se narodil jako nejstarší ze čtyř dětí. Jeho rodiče byli váženými komunistickými kádry. Jako malému se mu dostalo dobrého vzdělání na prestižních čínských školách. Během kulturní revoluce roku 1966 vstoupil coby šestnáctiletý student mezi Rudé gardy. Jako gardista pobýval v odlehlých vesnicích na severu Číny, které byly za Velkého skoku vpřed stiženy hladomorem. Během svých cest Čínou začal vnímat dopady komunismu kolem něj, což jej donutilo přemýšlet nad státem a systémem, v němž žil. V roce 1973 začal pracovat jako elektrikář v Pekingské Zoo.

## Pekingské jaro a zeď demokracie
Na Zdi demokracie umístil 5. prosince 1978 esej s názvem Pátá modernizace jako odpověď na esej nejvyššího vůdce Teng Siao-pchinga, v němž požadoval, aby ekonomické reformy známé jako Čtyři modernizace doprovázela také „pátá“ reforma politického systému a vznik pluralitní demokracie. Esej způsobila rozruch, protože se pod ní Wej podepsal svým jménem a uvedl i svou adresu. Později publikoval v posledním vydání svého časopisu „Objevy (探索)“ článek s názvem „Demokracie či nová diktatura“, v němž přirovnal tehdejšího vůdce Číny Teng Siao-pchinga k diktátorovi.  29. březen 1979, kdy byl zatčen, je považován za konec krátkého emancipačního hnutí nazývaného Pekingské jaro. Jeho přátelům se podařilo propašovat do soudní síně magnetofon a nahrát Wei Jingshengovu řeč, která byla otištěna v několika nezávislých časopisech a zdi demokracie.

## Zadržení a léta ve vězení
V říjnu 1978 byl za prozrazení státního tajemství a šíření kontrarevoluční propagandy odsouzen na 15 let do vězení. V době demonstrací na Náměstí nebeského klidu roku 1989 byl stále ve vězení. Krátce před vypršením trestu v září 1993 byl propuštěn, neboť čínská strana se pokoušela o zvolení Olympijských her v Pekingu. Po jeho propuštění vyšlo najevo, že Wej byl nucen více než 10 let pracovat v táboře na přeučení ve vzdálené provincii Qinghai. I když byl pod podmínkou, nepřestal nadále kritizovat komunistickou stranu. Následující jaro byl znovu zatčen a odsouzen za kontrarevoluční činnost k dalším 14 rokům ve vězení. Protesty mezinárodní veřejnosti a dohoda mezi tehdejším prezidentem USA Billem Clintonem a prezidentem ČLR Ťiang Ce-minem napomohly tomu, že jej úřady ČLR po dvou letech propustily a vyhostily.

## Exilová aktivita
V současné době žije ve Washingtonu D.C., USA. Je předsedou Wei Jingsheng Foundation, kterou založil roku 1998 v New Yorku. Několikrát byl navržen na Nobelovu cenu míru. Navštívil Prahu a setkal se s prezidentem Václavem Havlem. Je držitelem následujících cen:
- Cena Olofa Palmeho – (1994)
- Cena Roberta F. Kennedyho za lidská práva (1996)[8]
- Sacharovova cena (1996)[9]
- Cena National Edowment for Democracy (1997)
- Amnesty International Menschenrechtspreis (1998)